# شاه‌نشین سینگورا
شاه‌نشین سینگورا (انگلیسی: Sultanate of Singora) شهر بندری با استحکامات زیاد در تایلند جنوبی بود و پیش‌درآمدی بر شهر امروزی سونگکلا به حساب می‌آید. این سلطنت در اوایل قرن ۱۷ میلادی توسط یک فرد ایرانی به نام داتو مغول تأسیس شد و در دوران سلطنت پسر او، سلطان سلیمان شاه، شکوفا شد. در سال ۱۶۸۰، پس از دهه‌ها جنگ و درگیری، این شهر نابود و abandoned شد؛ بقایای آن شامل قلعه‌ها، دیوارهای شهری، یک گورستان هلندی و مقبره سلطان سلیمان شاه است. یک توپ حکاکی‌شده از سینگورا که مهر سلطان سلیمان شاه را دارد، در کنار دکل پرچم در بیمارستان سلطنتی چلسا در لندن نمایش داده شده است.
تاریخ سلطنت در حساب‌ها، نامه‌ها و خاطرات نوشته‌شده توسط تجار کمپانی هند شرقی بریتانیا و کمپانی هند شرقی هلند مستند شده است؛ تخریب آن در کتاب‌ها و گزارش‌هایی که توسط نمایندگان سفارت‌خانه‌های فرانسه به سیام در اواسط دهه ۱۶۸۰ نوشته شده، مورد بحث قرار گرفته است. تاریخ خانواده سلطان سلیمان نیز ثبت شده است: پرنسس سری سولالی، همسر پادشاه راما دوم و مادر پادشاه راما سوم، از نسل سلطان سلیمان بود؛ نسل‌های امروزی شامل چاوالیت یونگچاییود و یک دریاسالار پیشین نیروی دریایی هستند. منابع مرتبط با توپ سینگورا شامل مقالات منتشر شده در نشریه دانشگاهی‌ها و نامه‌هایی است که توسط ژنرال سر هری پرندرگاست، فرمانده نیروی اعزامی برمه که ماندالی را در جنگ سوم انگلو-برمه‌ای تصرف کرد، نوشته شده‌اند.

## تاریخ

### تاریخ اولیه
سلطنت سینگورا، که گاهی به نام سونگکلا در کوه دنگ شناخته می‌شود، یک شهر بندری در جنوب عمیق تایلند و پیش‌درآمد شهر امروزی سونگکلا بود. این شهر نزدیک به نوک جنوبی شبه‌جزیره ساثینگ فرا و در دامنه‌های کوه دنگ در شهرستان سینگاناکون قرار داشت. تجار کمپانی هند شرقی بریتانیا و کمپانی هند شرقی هلند این شهر را سانگورا می‌نامیدند؛ مقامات ژاپنی آن را شینیشو می‌دانستند؛ نویسندگان فرانسوی معاصر از نام‌های سینگور، سینگور و سانکورات استفاده می‌کردند.